# Comune di Gundsø
Il comune di Gundsø fino al 1º gennaio 2007 è stato un comune danese situato nella contea di Roskilde, il comune aveva una popolazione di 15 993 abitanti (2006) e una superficie di 64 km².
Capoluogo era la cittadina di Gundsømagle.
Dal 1º gennaio 2007, con l'entrata in vigore della riforma amministrativa, il comune è stato soppresso e accorpato ai comuni di Roskilde e Ramsø. per dare luogo al riformato comune di Roskilde compreso nella regione della Selandia.